# Пјан дела Вале (Модена)
Пјан дела Вале је насеље у Италији у округу Модена, региону Емилија-Ромања.
Према процени из 2011. у насељу је живело 33 становника. Насеље се налази на надморској висини од 472 м.